# Domitila Barrios de Chungara
Domitila Barrios de Chungara (Catavi, Bolivia 7 de mayo de 1937 - Cochabamba, Bolivia; 12 de marzo de 2012) fue una destacada líder boliviana. De familia humilde, dio numerosos testimonios acerca del sufrimiento que tenían los mineros de su país. Es conocida por su lucha pacífica contra las dictaduras de René Barrientos Ortuño y de Hugo Banzer Suárez.

## Biografía
Domitila Barrios de Chungara nació en mayo de 1937 en la comunidad Catavi, cerca de la mina Siglo XX. Cuando tenía diez años, los rigores de la vida en el pueblo minero acabaron con la vida de su madre por lo que tuvo que hacerse cargo del cuidado de sus cinco hermanas menores, pues su padre pasaba todo el día trabajando como sastre de la policía minera. Empezó su trabajo en la mina como palliri.
En 1952, como esposa de un trabajador minero, fue parte del Comité de Amas de Casa del Distrito Minero Siglo XX. Ya entonces su liderazgo era evidente, lo que la llevó a ser designada Secretaria General de ese organismo.
En 1975 fue invitada a participar a la Tribuna del Año Internacional de la Mujer, organizada por las Naciones Unidas en México. En el evento, destacó por visibilizar la situación de la violación de los derechos humanos en Bolivia, la situación de clase trabajadora boliviana, particularmente la minera, y por imponer en el evento las demandas de las mujeres mineras y trabajadoras. 
Salió al exilio en la década de los ochenta, pero pronto volvió a Bolivia y se instaló en Cochabamba, donde impulsaba un centro de formación política especialmente destinada a las jóvenes de los barrios más empobrecidos de esta ciudad.
Barrios tuvo una vida constante de lucha. Su coraje y determinación la convirtieron en un obstáculo para las dictaduras militares que gobernaron Bolivia durante más de tres décadas, lo que naturalmente tuvo consecuencias. En 1967, acusada de enlace guerrillero, fue interrogada y torturada. Vivió los horrores de la masacre de San Juan el 24 de junio de 1967, cuando el ejército de Bolivia realizó un asalto al campamento minero Siglo XX por órdenes del presidente, general René Barrientos, la intervención se realizó  para frenar una huelga y en la noche de San Juan acabó con la vida de decenas de hombres y mujeres en las minas de Catavi y Siglo XX.

## Masacre de San Juan
En junio de 1967, el presidente René Barrientos Ortuño envió un contingente militar a las comunidades de Catavi y Llallagua, para reprimir las reivindicaciones de los mineros parapetados contra la explotación y los abusos de los grandes empresarios. Tras la matanza, Domitila Barrios Cuenca fue apresada y torturada por los militares. Estos hechos se conocen como la Masacre de San Juan.

## Huelga de hambre de 1978
A principios de 1978, Barrios fue convocada para formar parte del segundo piquete de huelguistas que instaló el sacerdote Luis Espinal en predios del periódico Presencia junto con el sacerdote Xavier Albó para apoyar la huelga de hambre que instalaron previamente cuatro mujeres mineras contra la dictadura; y en poco tiempo, más de 1.500 personas se sumaron a la huelga. Con el pasar de las horas, los huelguistas se multiplicaron por miles, y al régimen militar no le quedó otra opción salvo la de claudicar en favor de la democracia.
Apoyó a doblegar a la dictadura militar del Gral. Hugo Banzer Suárez obligándole a iniciar una verdadera apertura democrática y no un simulacro, como era lo originalmente planeado.
Tan destacado papel, sin embargo, no fue el inicio sino el resultado de una trayectoria que ya entonces era notable. Como muchas de las mujeres de su extracción social y de su generación se sintió identificada con los proyectos revolucionarios de los años 60 y 70 y pagó un alto precio por ello, pues las fuerzas gubernamentales, como todas las que aspiran a eliminar a sus adversarios, o por lo menos sus ideas, no tuvieron contemplaciones en su afán de acallar su voz.
La persecución de la que fue objeto la líder minera sólo sirvió para multiplicar el alcance de su palabra y de la causa que representaba. Así, en 1975 su voz llegó a ser oída en escenarios internacionales y cuando un año después su testimonio se plasmó en el libro  Si me permiten hablar…, de Moema Viezzer, su prestigio trascendió las fronteras de Bolivia.

## Candidatura a la vicepresidencia
Con esos antecedentes, en 1978 fue la primera mujer en encabezar un partido político, acompañando como candidata a la vicepresidencia al dirigente campesino Casiano Amurrio, una fórmula electoral en representación del Frente Revolucionario de Izquierda (FRI). Y aunque la fórmula no fue del todo exitosa en términos electorales, marcó un hito inaugural en el proceso democrático , pues en la figura de Domitila Barrios se sintetizaron causas que aún hoy mantienen plena vigencia como la participación de las mujeres, los campesinos y los obreros en la conducción de Bolivia.
Estos testimonios fueron posteriormente recopilados en los libros Si me permiten hablar... Domitila, una mujer de las minas de Bolivia y ¡Aquí también Domitila! escribió cuadernillos de capacitación sindical y política. Fundó la Escuela Móvil de Formación Sindical que lleva su nombre, y trabajó en Quillacollo y Cochabamba. En 1975 participó en la Tribuna del Año Internacional de la Mujer realizada por Naciones Unidas, siendo la única mujer de clase obrera que asistió al evento. En 1978 inició una huelga de hambre, a la que se adhirieron rápidamente decenas de personas de todo su país, que culminó con la caída del entonces dictador Hugo Banzer. También fue nominada para el Premio Nobel de la Paz 2005 junto con Ana María Romero de Campero y Nicolasa Machaca, entre 1000 mujeres destacadas del mundo, un año antes creó el Movimiento Guevarista, agrupación política que pretendía representar la lucha del pueblo.
Falleció de cáncer de pulmón en la ciudad de Cochabamba el 13 de marzo de 2012 a los 74 años de edad, posteriormente el Gobierno Nacional de Bolivia declaró 3 días de duelo nacional.

## Homenajes
El Gobierno boliviano declaró 3 días de duelo por su muerte y la condecoró de manera póstuma con la Orden del Cóndor de los Andes. La distinción le fue impuesta por el presidente Evo Morales, quien llegó al valle para rendir homenaje a la dirigente de las mujeres mineras.
En 2012 un busto en su honor fue develado en el Cementerio General de Cochabamba, donde se halla sepultada.